# Инаугурация Аскара Акаева (1995)
Вторая инаугурация Аскара Акаевича Акаева в качестве первого президента Киргизской Республики состоялась 30 декабря 1995 года, которая ознаменовала начало второго срока Аскара Акаева на посту президента Киргизии. Прошла в Белом доме.
Аскар Акаев был переизбран президентом страны на президентских выборах, состоявшихся 24 декабря 1995 года, с результатом 71,59 % голосов избирателей. Они состоялись на основании новой Конституции Кыргызстана от 5 мая 1993 года.

## Церемония
Церемония состоялась в конце декабря 1995 года.
Среди нововведений по сравнению с прошлой инаугурацией на церемонии было официальное использование термина «инаугурация» и вручение удостоверения президенту.
После очередной победы на президентских выборах Аскар Акаев принёс присягу опять же скромно в стенах Белого дома. Церемония прошла по тому же сценарию, как и в первый раз.